# 小行星5386
小行星5386（5386 Bajaja）是一颗绕太阳运转的小行星，为主小行星带小行星。该小行星于1975年10月19日发现。

## 轨道参数
小行星5386的轨道半长轴为335 327 143 km
 2.2414916 UA，离心率为0.139。